# Довас, Константинос
Константинос Довас (греч. Κωνσταντίνος Δόβας; 20 декабря 1898, Коница — 24 июля 1973, Афины) — греческий политик, премьер-министр Греции с 20 сентября по 4 ноября 1961 года.

## Биография
Родился в Конице 20 декабря 1898 года, когда город Эпир ещё находился под властью Османской империи. Его родители, Томас Довас из Коницы и Эфтимия Б. Бамиха из Дельвины, были сотрудниками французской табачной компании. Довас провёл своё раннее детство в Янине и закончил среднюю школу на острове Керкира.

### Военная карьера
Затем Довас был принят в гвардейскую школу, которую окончил в 1918 году в звании лейтенанта, а позже учился в Высшей военной школе  в Париже. Принимал участие в Первой мировой войне, Второй греко-турецкой войне и Итало-греческой войне. Во время оккупации он участвовал в организации «Комитет полковников» (одним из её лидеров был Трасивулос Цакалотос), а также в организации «Терос», созданной комитетом и направленной на продвижение офицеров греческой армии на Ближнем Востоке или в партизанских организациях. а также сбор информации против оккупационных сил.
После освобождения Греции, как бригадир, он особенно отличился во время Гражданской войны и особенно во время Битвы при Конице между Национальной армией и Демократической армией, которая длилась с 25 декабря 1947 года по 4 января 1948 года, во время которой он был легко ранен.
После гражданской войны Довос дослужился до генерал-лейтенанта и занимал различные штабные и боевые должности. С 1954 по 1959 год он занимал должность начальника генштаба. В 1960 году Константинос занял пост начальника военного дома короля Павла I.

### Премьер-министр Греции
20 сентября 1961 года Константинос Довос был приведён к присяге в качестве временного премьер-министра и провёл выборы 29 октября 1961 года, за что был обвинен оппозицией в «насилии и мошенничестве», поскольку выборы проводились в атмосфере терроризма с подстрекателями; действовали преступники из числа военных и сил безопасности, которые были организованы в военизированные группы, неконтролируемые государством. Довос передал правительство победителю выборов Константиносу Караманлису 4 ноября 1961 года.

### Деятельность после премьерства
Участвовал в неудавшемся Антидвижении 13 декабря бывшего короля Константина в декабре 1967 года, готовя план действий вместе с генерал-лейтенантом И. Манетасом . 
С 1930 года был женат на преподавательнице игры на скрипке из Малой Азии Маргарите Лефкиаду. 
Скончался 24 июля 1973 года. 